# كينغو إيشي
كينغو إيشي (باليابانية: 石井 謙伍) (مواليد 2 أبريل 1986)، هو لاعب كرة قدم ياباني سابق كان يلعب كمهاجم.

## وصلات خارجية
- كينغو إيشي على موقع رابطة كرة القدم اليابانية للمحترفين (اليابانية)
- كينغو إيشي على موقع قاعدة بيانات كرة القدم.إي يو (الإنجليزية)
- كينغو إيشي على موقع Soccerway.com (الإنجليزية)
- كينغو إيشي على موقع عالم كرة القدم.نت (الإنجليزية)
- كينغو إيشي على موقع كووورة